# Aulacorthum speyeri
Aulacorthum speyeri är en insektsart som beskrevs av Carl Julius Bernhard Börner 1939. Aulacorthum speyeri ingår i släktet Aulacorthum och familjen långrörsbladlöss. Arten är reproducerande i Sverige. Inga underarter finns listade i Catalogue of Life.